# Disney Channel Asia

Disney Channel Asia är en asiatisk TV-kanal med huvudkontor i Singapore. Den sänds över hela Asien och är en franchising av Disney Channel.